# A treia planetă de la Soare
A treia planeta de la Soare (în engleză 3rd Rock from the Sun) este un sitcom american produs de televiziunea NBC. S-a întins pe 6 sezoane, între anii 1996 și 2001, având 139 de episoade. Rolurile principale au fost jucate de John Lithgow, Kristen Johnston, French Stewart, Joseph Gordon-Levitt, Jane Curtin, Simbi Khali, Elmarie Wendel și Wayne Knight.